# Pitambara borneensis
Pitambara borneensis är en insektsart som beskrevs av Baker 1925. Pitambara borneensis ingår i släktet Pitambara och familjen Lophopidae. Inga underarter finns listade i Catalogue of Life.